# Лес Плачес (Долина Аосте)
Лес Плачес је насеље у Италији у округу Долина Аосте, региону Долина Аосте.
Према процени из 2011. у насељу је живело 16 становника. Насеље се налази на надморској висини од 1426 м.